# 汪耕
汪耕（1927年10月—2024年5月8日），安徽休宁人。1949年毕业于交通大学电机系，於1991年当选为中国科学院院士（学部委员），主管學部為技術部。他現亦為上海電機廠的高級工程師。

## 學術成就
汪耕為電機及發電機的專家。他於1958年參加了世界第一台12兆瓦雙水內冷汽輪電機的研制，及後亦有繼續發明更高功率的雙水內冷汽輪電機。於70年代亦有發起過大型發電機組的研制項目。他於80年代前往美國與西屋公司（Westinghouse）共同開發了兩款不同功率的水氫冷汽輪發電機。